# Black Pumas
Black Pumas es una banda de soul psicodélico de Austin, Texas, dirigida por el cantante y compositor Eric Burton y el guitarrista y productor Adrian Quesada. El grupo recibió su primera nominación al premio Grammy en 2020 como Mejor Artista Nuevo en la 62.ª edición (sexagésima segunda).

## Historia
En 2017, el cantante y compositor Eric Burton viajó de California a Texas. Nacido en el valle de San Fernando, creció cantando en la iglesia y luego se involucró mucho en el teatro musical. Comenzó tocando música en las calles y en el muelle de Santa Mónica, donde ganaba unos cientos de dólares al día y desarrollaba sus habilidades de interpretación. Burton viajó por los estados del oeste antes de decidir establecerse en Austin, Texas.
Mientras tanto, el guitarrista y productor ganador del Grammy Adrian Quesada estaba buscando colaborar con alguien nuevo. A través de un amigo en común, Quesada contactó con Burton, Quesada sintió que la voz de Burton coincidía con las pistas de estilos retro-funk y R&B en las que Quesada había estado trabajando, y los dos se unieron en 2018 bajo el nombre Black Pumas.
Quesada era miembro de la banda de funk latino Grupo Fantasma cuando ganó el premio Grammy al Mejor Álbum de Rock / Alternativo Latino por el álbum El Existential de 2010, y cuando fue nominado previamente al mismo premio en 2008 por Sonidos Gold.
Trabajando su material tanto en el estudio como en el escenario durante una residencia semanal en el C-Boys Heart & Soul Bar de Austin, firmaron un contrato con ATO Records y lanzaron un par de sencillos, Black Moon Rising y Fire.

## Carrera
El dúo lanzó su álbum debut, Black Pumas, el 21 de junio de 2019. Se presentaron en South by Southwest en 2019 y ganaron un trofeo a la mejor banda nueva en los Austin Music Awards 2019. El 20 de noviembre de 2019, fueron nominados a un premio Grammy al Mejor Artista Nuevo.
El álbum fue elogiado por la revista Rolling Stone: «la energía incansable y carismática del cantante Eric Burton», así como por Pitchfork Media: «El talento del dúo para el drama es tan conmovedor que pueden parecer sumamente cinematográficos». También por NPR, The Fader, The Guardian y Billboard entre otros.
Black Pumas hizo su debut en televisión en CBS This Morning e interpretó Colors en Jimmy Kimmel Live! junto con una grabación de la temporada 45 de Austin City Limits. El sencillo de la banda Colors luego alcanzó el número uno en la radio AAA. El sencillo se ha transmitido más de 60 millones de veces en todas las plataformas. Mientras tanto, el video oficial en vivo de Colors ha sido visto más de 147 millones de veces en YouTube.
En 2020, el dúo actuó en The Ellen DeGeneres Show, The Tonight Show Starring Jimmy Fallon, Late Night with Seth Meyers y The Late Show with Stephen Colbert, en donde estrenaron una versión en vivo de Fast Car de Tracy Chapman.
La banda ha agotado las entradas para varias giras por Norteamérica y Europa. En su ciudad natal de Austin, Texas, Black Pumas se convirtió en la primera banda en vender cuatro shows consecutivos en Stubbs, uno de los lugares en vivo de la ciudad, y el 7 de mayo de 2020, el alcalde Steve Adler proclamó la fecha como Black Pumas Day.

## Miembros
- Eric Burton: - voz y guitarra
- Adrian Quesada: guitarra
- Angela Miller: vocalista de fondo / pandereta
- Lauren Cervantes: vocalista de fondo

### Banda de tour
- Angela Miller: coros / pandereta
- Lauren Cervantes: coros
- JaRon Marshall: teclados
- Brendan Bond: bajo
- Stephen Bidwell: batería

## Discografía

### Álbumes de estudio
| Título                  | Detalles                                        | Posiciones de gráfico de la cumbre | Posiciones de gráfico de la cumbre | Posiciones de gráfico de la cumbre | Posiciones de gráfico de la cumbre | Posiciones de gráfico de la cumbre | Posiciones de gráfico de la cumbre | Posiciones de gráfico de la cumbre |
| Título                  | Detalles                                        | US Heat                            | US Indie                           | BEL (FL)                           | FRA                                | NLD                                | SPA                                | SWI                                |
| ----------------------- | ----------------------------------------------- | ---------------------------------- | ---------------------------------- | ---------------------------------- | ---------------------------------- | ---------------------------------- | ---------------------------------- | ---------------------------------- |
| Black Pumas             | - Publicación: 21 de junio de 2019 - Sello: ATO | 1                                  | 12                                 | 76                                 | 112                                | 46                                 | 81                                 | 58                                 |
| Chronicles of a Diamond | Publicación: 27 de octubre de 2023              |                                    |                                    |                                    |                                    |                                    |                                    |                                    |

### Singles
| Black Moon Rising                                                                          | 2018 | 31 | —  | —  | —  | —  | —  | —  | Black Pumas |
| Colors                                                                                     | 2019 | 1  | 37 | 30 | 46 | —  | 43 | 99 | Black Pumas |
| Fire                                                                                       | 2020 | 3  | —  | —  | —  | 23 | —  | —  | Black Pumas |
| El guion largo (—) denota una grabación que no se trazó o no se publicó en ese territorio. |      |    |    |    |    |    |    |    |             |